# ماريا أورزاغاست
ماريا لويزا راموس أورزاغاست (1965 - ) (بالإسبانية: María Luisa Ramos Urzagaste)‏ هي دبلوماسية بوليفية، كانت سفيرة لبوليفيا لدى روسيا في الفترة من 2009 إلى 2015.

## سيرته
ولدت في عام 1965 في منطقة غران تشاكو في جنوب بوليفيا. خلال ديكتاتورية هوغو بانزر، سجن والد ماريا بسبب قناعاته السياسية. في عام 1986 ذهبت للدراسة في الاتحاد السوفياني ودخلت الجامعة الروسية لصداقة الشعوب في كلية الزراعة، تخرجت في عام 1991 مع شهادة في «تربية الحيوانات». في عام 1995 تخرجت من كلية الزراعة في الجامعة الزراعية الوطنية في ماناغوا، نيكاراغوا.
في عام 2006، أصبحت نائبة وزير الاقتصاد في بوليفيا. وفي عام 2009، عُيِّنت سفيرة فوق العادة ومفوضة لبوليفيا لدى روسيا. غادرت روسيا في عام 2015، وفي عام 2016 عُيِّنت سفيرة فوق العادة لبوليفيا لدى إسبانيا. وفي سبتمبر 2017، عُيِّنت نائبة لوزير خارجية بوليفيا.